# Lioudmila Roudenko
Pour les articles homonymes, voir Roudenko.
Lioudmila ou Lyoudmila Volodymyrivna Roudenko (en ukrainien : Людмила Володимирівна Руденко, en russe : Людмила Владимировна Руденко), née le 27 juillet 1904 à Loubny, dans l'actuelle oblast de Poltava, en Ukraine et morte le 28 février 1986 à Léningrad, est une joueuse d'échecs soviétique, championne du monde d'échecs féminin de 1950 à 1953.
C'est la deuxième femme à remporter le titre de championne du monde d'échecs féminin après Vera Menchik.

## Biographie
Le père de Lyoudmila Roudenko lui apprend à jouer aux échecs dès l’âge de dix ans. Elle excelle aussi en natation et remportera un titre de championne du 400 mètres brasse. Après ses études secondaires, elle s'installe à Odessa où elle obtient une licence d’économie.
Dans les années 1920, elle s’installe à Léningrad où elle épouse le scientifique Lev Davidovitch Goldstein. Elle fait carrière dans la planification économique. Les échecs resteront pour elle toute sa vie une passion.
Pendant la Grande Guerre patriotique, elle se distingue en organisant l’évacuation d’enfants lors du siège de Léningrad entre septembre 1941 et janvier 1944.
Elle meurt le 28 février 1986 à Saint-Pétersbourg.

## Carrière échiquéenne
Liydmila Roudenko commence à participer à des tournois d'échecs en 1925. Elle parfait son apprentissage du jeu avec le maître Piotr Romanovski, et atteint sa pleine maturité dans la discipline vers 40 ans.
En 1928, âgée de 24 ans, elle se hisse à la cinquième place du Championnat du monde féminin qui se tient à Moscou.
Après la guerre, la Fédération internationale des échecs organise un tournoi à Moscou pour trouver un successeur à la première championne féminine du monde, Vera Menchik, morte en 1944 lors d’un raid aérien en Angleterre. Le tournoi est organisé en 1950, il réunit seize concurrentes venant de douze pays différents. Les quatre joueuses soviétiques y remportent les quatre premières places, le titre revenant à Liydmila Roudenko. 
Elle cèdera son titre trois ans plus tard à une autre joueuse soviétique, Elisabeth Bykova.

## Hommages
- En 2015, Liydmila Roudenko est intronisée au « World Chess Hall of Fame »[1].
- Le 27 juillet 2018, à l'occasion du 114e anniversaire de sa naissance, Google choisit de rendre hommage à Lyudmila Roudenko avec un de ses Doodle[1].